# Paprika Korps
Pour les articles homonymes, voir Paprika (homonymie).

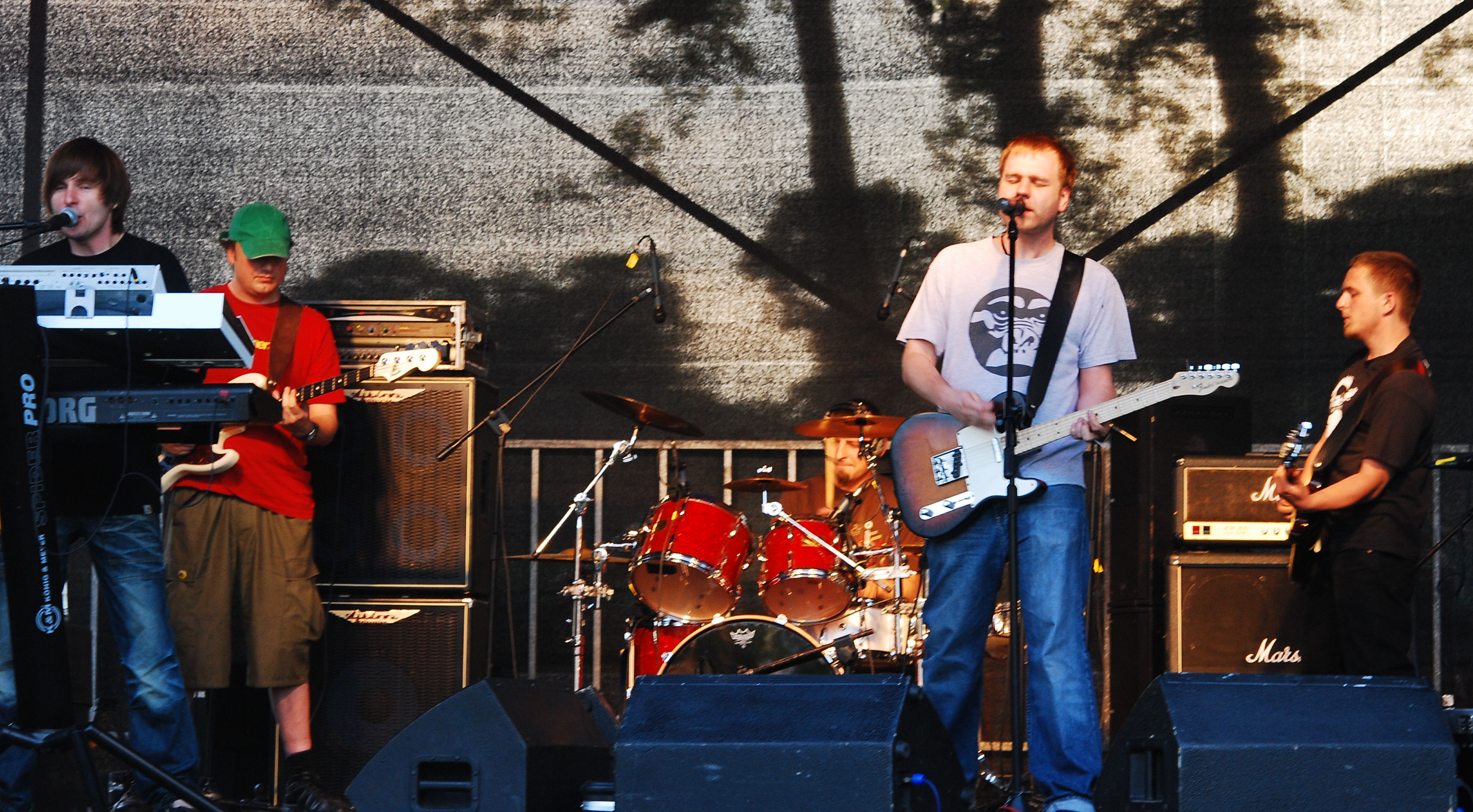
Paprika Korps en Racibórz (2010)

Paprika Korps est un groupe de heavy-reggae de la Silésie.

## Histoire
Le groupe se définit comme tel à partir de mai 1996, la date de leur premier concert, à Opole. C'est seulement en 1999, après trois ans d'existence et de concerts, que Paprika Korps décide d'enregistrer ses chansons dans un studio professionnel.  La session d'enregistrement était dirigée par Sławek Mizerkiewicz, un guitariste alternatif assez connu en Pologne.

En juillet 2001 le groupe fait sa première véritable tournée en Pologne, une tournée de 14 dates. Il a, cette année-là, joué 32 fois en concerts, ce qui est un bon « score » pour un groupe de reggae alternatif en Pologne.
Après quatre ans de jeu, le son de Paprika Korps reste riche et original, une sorte de reggae mélodieux accompagné d'une bonne dose de riddims distorsionnés.

Le second album du groupe, appelé Przede wszystkim muzyk, sort dans les bacs le 10 août 2001 et contient quatre remixes dubs des chansons de Paprika Korps par les plus grands producteurs de dub polonais. À la fin de cette année 2001, le groupe part en tournée en Allemagne, une tournée organisée par Impreuna, une organisation antifasciste.

## Discographie
- 1999 - Kolejny Krok (remasterisé en 2005)
- 2001 - Przede wszystkim muzyki
- 2003 - Telewizor
- 2006 - Konsertti Tampereella (album live)
- 2007 - Magnetofon
- 2010 - Metalchem